# تشودري رحمت علي
شودري رحمت علي (بالأردية: چودھری رحمت علی ) (16 نوفمبر 1897 - 3 فبراير 1951) كان باكستانياً بنجابياً مسلماً، وكان من بين أوائل أنصار إنشاء دولة باكستان. يرجع إليه الفضل في إنشاء اسم «باكستان» لإقامة وطن مسلم مستقل في جنوب آسيا، ويُعرف عموماً باسم مؤسس الحركة الباكستانية ومنشئها. اشتهر بأنه مؤلف كراس عام 1933 الشهير بعنوان «الآن أو أبداً، هل نحن لنعيش أو نهلك إلى الأبد؟»، المعروف أيضاً باسم إعلان باكستان.

## وصلات خارجية
- "Location of Newmarket Road Cemetery, Cambridge, UK (Graveyard)". مؤرشف من الأصل في 2019-12-09.
- "Eye-witness account of how Ch. Rehmat Ali began his Pakistan campaign through Woking Mission". مؤرشف من الأصل في 2016-03-04.
- "Ch. Rahmat Ali". Chaudhry Rahmat Ali Foundation. مؤرشف من الأصل في 20 أبريل 2006.
- "Chaudhary Rahmat Ali The man who conceived the idea of Pakistan". The Shelley family. مؤرشف من الأصل في 2019-05-22.
- "Chaudhary Rahmat Ali (1895–1951)". Story of Pakistan. مؤرشف من الأصل في 2012-02-27.